# Botswana Football Association
Die Botswana Football Association (BFA) ist der Dachverband der Fußballvereine in Botswana.
Der Verband wurde 1966 unter dem Namen „Botswana National Football Association (BNFA)“ gegründet und ist seit 1978 Mitglied der FIFA und der Confédération Africaine de Football (CAF).
Der Verband organisiert den Fußball in Botswana und unterhält unter anderem die Fußballnationalmannschaften und die Fußballligen.
Die BFA stellt 15 von der FIFA und der CAF anerkannte Schiedsrichter und -assistenten, vier Schiedsrichterausbilder und drei Trainerausbilder.

## Verwaltungsstruktur
Eine wichtige Rolle in allen Verwaltungsbereichen spielen die 16 regionalen Fußballverbände mit ihren Vertretern.
Der Verband wird von der Vollversammlung geführt. Dieser gehören alle 16 Mitglieder des Nationalen Fußballrates, 4 Repräsentanten der regionalen Fußballverbände sowie 11 weitere Personen, wie zum Beispiel vom Frauenfußball-Komitee und den Ligen, an. Der Nationale Fußballrat ist die zweithöchste Instanz bei der BFA, gefolgt vom achtköpfigen Exekutivkomitee.

## Sportstruktur

### Ligen und Wettbewerbe
- Botswana Premier League (16 Vereine)
- Botswana First Division (untergliedert in Norden und Süden)
- Botswana Women’s League
- Botswana Youth Log
- BFA-Cup

### Nationalmannschaften
- Botswanische Fußballnationalmannschaft der Männer
- Botswanische Fußballnationalmannschaft der Frauen
- Botswanische Fußballnationalmannschaft der männlichen Jugend unter 23
- Botswanische Fußballnationalmannschaft der männlichen Jugend unter 20
- Botswanische Fußballnationalmannschaft der männlichen Jugend unter 17
- Botswanische Fußballnationalmannschaft der männlichen Jugend unter 15
- Botswanische Fußballnationalmannschaft der männlichen Jugend unter 12
- Botswanische Fußballnationalmannschaft der weiblichen Jugend unter 20